# Bez-et-Esparon
Bez-et-Esparon är en kommun i departementet Gard i regionen Occitanien i södra Frankrike. Kommunen ligger i kantonen Le Vigan som tillhör arrondissementet Le Vigan. År 2022 hade Bez-et-Esparon 330 invånare.

## Befolkningsutveckling
Antalet invånare i kommunen Bez-et-Esparon
Referens:INSEE